# موزه روبن سواگ
موزه روبن سواگ (ارمنی: Ռուբեն Սևակ թանգարան؛ انگلیسی: Ruben Sevak Museum) یک موزه هنری می‌باشد که در واغارشاپات، ارمنستان واقع شده‌است. این موزه در تاریخ ۱۰ سپتامبر ۲۰۱۳ افتتاح شده‌است و در مجاور کلیسای جامع اچمیادزین قرار گرفته است. 
غازاراپات که متعلق به سده هشتم میلادی است پیشتر به عنوان محل اقامت راهبان مورد استفاده قرار می‌گرفت. 
طبقه اول موزه با تلاش نیکوکار ارمنی-فرانسوی هوهانس چیلینگاریان، که برادرزاده روبن سواگ شاعر ارمنی بود، بازسازی شده‌است. 
در مراسم افتتاحیه موزه، کشیشان کلیسای جامع اچمیادزین، رافائل میناسیان اسقف اعظم کلیسای حواری ارمنی در ارمنستان، گرجستان، روسیه و اروپای شرقی، رافائل میناسیان، وزیر فرهنگ ارمنستان، هاسمیک بوغوسیان، وزیر وزیر دایاسپورا، هرانوش هاکوبیان و دست‌اندرکاران فرهنگی و آموزشی حضور داشتند.
این موزه به روبن سواگ، گریگور ظهراب، سیامانتو، دانیل واروژان، کومیتاس وارداپت و همچنین سایر روشنفکران ارمنی که در جریان نسل‌کشی ارمنی‌ها قربانی شدند، وقف شده‌است. این موزه شامل ۴ سالن بزرگ نمایش می‌باشد. در این موزه ۲۰۰ پرده نقاشی از جمله آثار خود سواگ نگهداری می‌شوند.

## نگارخانه

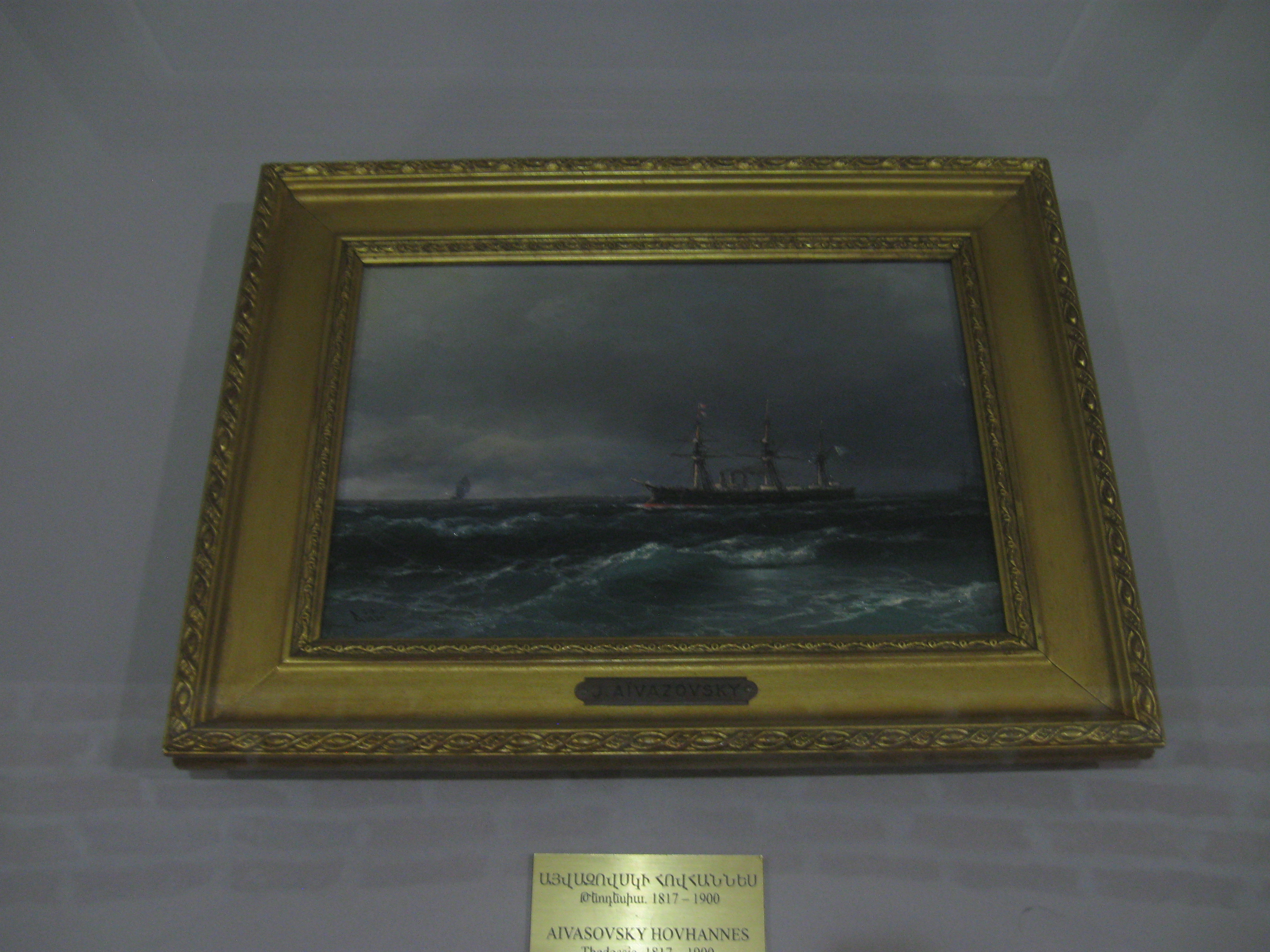
Painting on Canvas by Aivazovsky
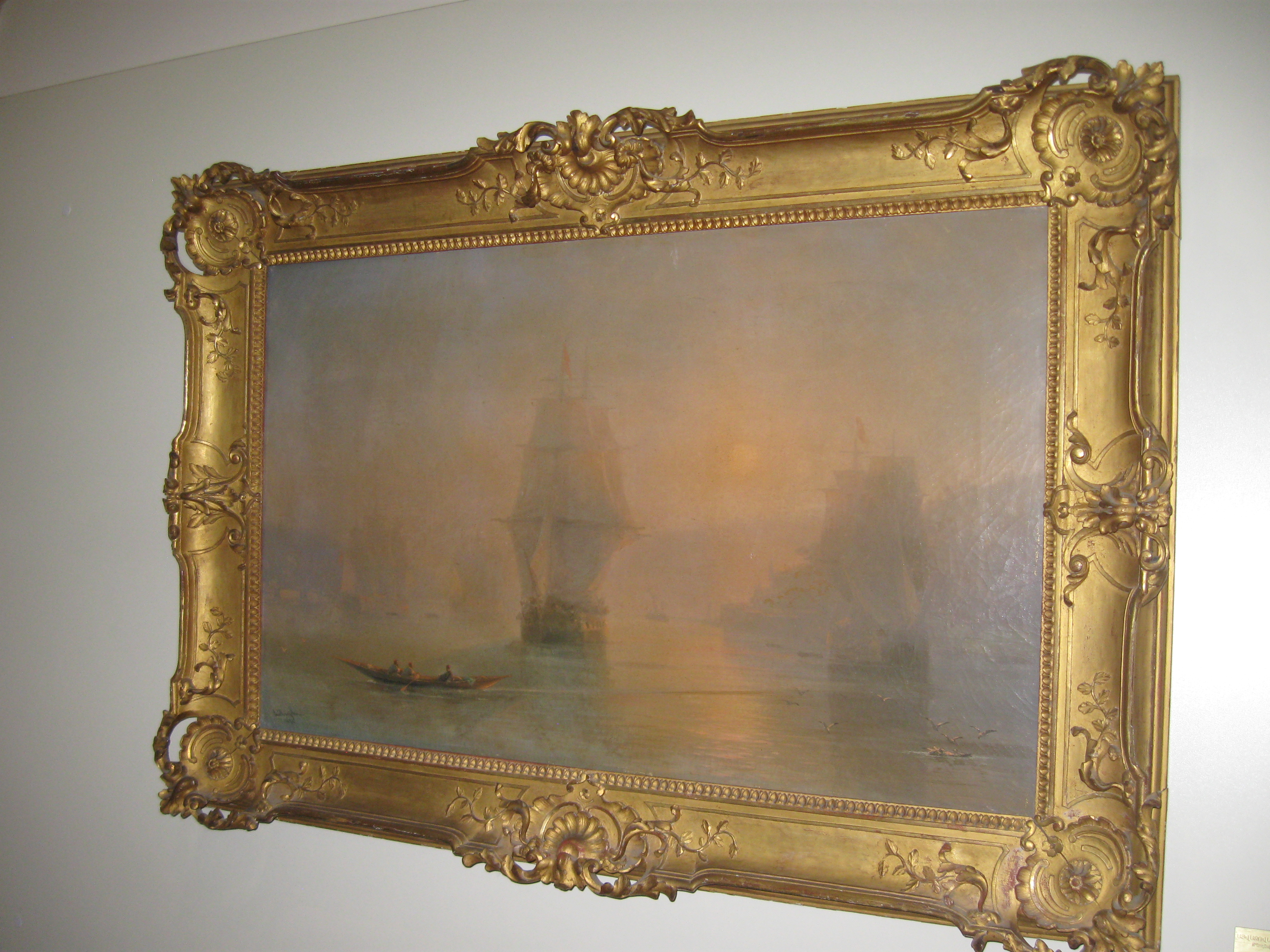
Painting on Canvas by Aivazovsky
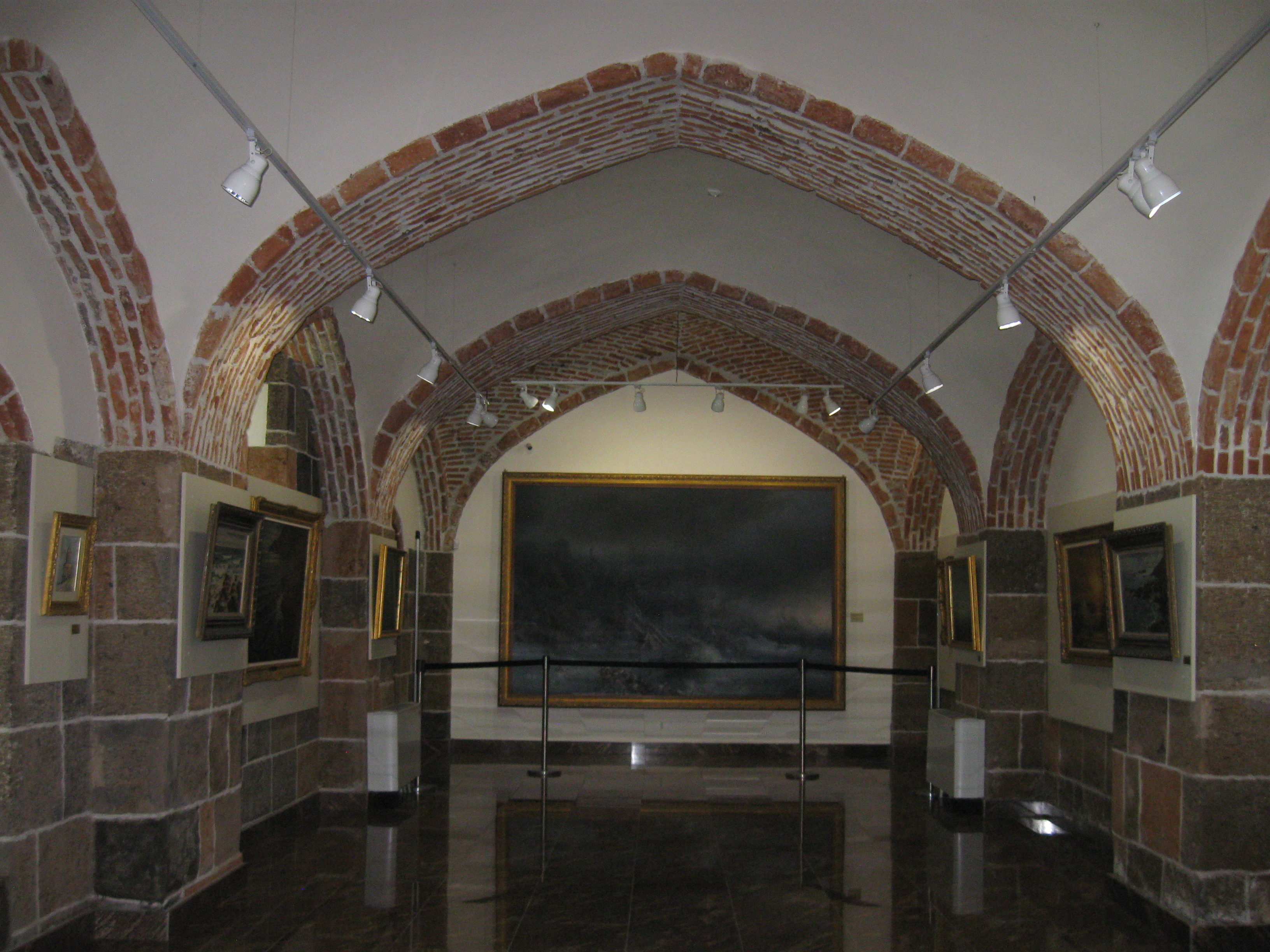
The Museum